# Barham Sálih
Barham Ahmed Sálih (* 12. září 1960, Sulejmánie, Irácký Kurdistán) je irácký politik a od roku 2018 prezident Iráku.

## Život
V roce 1979 byl dvakrát zatčen baasistickým režimem a obviněn, že se zapojil do kurdského národního hnutí tím, že udělal pár fotografií demonstrantů v Sulejmánii. Strávil 43 dní ve vězení se zvláštní vyšetřovací komisí v Kirkúku, kde byl mučen. Po propuštění ukončil střední školu a opustil Irák, aby se zbavil nepřetržitého pronásledování.
Barham Sálih se stal jedním z vůdců Vlastenecké unie Kurdistánu, do níž vstoupil v roce 1976 a byl jejím zástupcem v Londýně. Zároveň studoval inženýrství na Univerzitě Cardiff a na University of Liverpool získal doktorát. V dubnu 2002 přežil pokus o atentát ve svém domě v Sulejmánii. V místních volbách v autonomní oblasti Kurdistán v roce 2009 byl Sálih zvolen v září 2009 novým předsedou regionální vlády. Tuto funkci zastával dva roky.
V září 2017 opustil Vlasteneckou unii Kurdistánu a o měsíc později založil vlastní stranu, Koalici pro demokracii a spravedlnost. Cílem jeho strany byl boj proti korupci ve vládě a účast v iráckých a kurdských parlamentních volbách v roce 2018. Ještě před kurdskými parlamentními volbami v září 2018 ale Sálih vystoupil ze své strany a vrátil se do Vlastenecké unie Kurdistánu, která ho nominovala jako kandidáta na prezidenta Iráku. Dne 2. října 2018, téměř pět měsíců po parlamentních volbách, ho parlament zvolil prezidentem.